# ГЕС Сент-Тюль
ГЕС Сент-Тюль (фр. Sainte-Tulle) — гідроелектростанція на південному сході Франції. Розташована між ГЕС Le largue/Manosque (вище по течії) та ГЕС Beaumont, входить до каскаду на річці Дюранс (ліва притока Рони, яка належить до басейну Ліонської затоки Середземного моря).
Станція працює з використанням типової для каскаду на Дюранс схеми, котра передбачає відведення ресурсу до дериваційного каналу, піднятого за допомогою дамб над навколишньою місцевістю. На початку 20 століття на правобережжі річки між Вільнев та Сент-Тюль запустили в роботу три ГЕС — La Brillanne, Le largue та Сент-Тюль (1908, 1916 та 1925 роки відповідно) — послідовно розташовані на одному й тому ж каналі, що прямує понад півтори десятки кілометрів по західній стороні долини Дюрансу уздовж гірського масиву Monts de Vaucluse (Передальпи Дофіне). При цьому Сент-Тюль мала п'ять турбін типу Френсіс потужністю по 7,35 МВт, допоки разом з іншими названими ГЕС не пройшла докорінну модернізацію у 1950-х роках та отримала чотири турбіни типу Каплан загальною потужністю 30 МВт.
Після введення у 1962 році в експлуатацію ГЕС Oraison, машинний зал котрої розташований навпроти згаданого вище містечка Вільнев, з'явилась можливість підсилити схему. Відпрацьована на Oraison вода через короткий тунель довжиною 0,4 км потрапляє до каналу, який долає Дюранс по водяному мосту та тягнеться на відстань понад 5 км до місця зустрічі з каналом Brillanne-Le largue-Сент-Тюль. Тут зробили розвилку, завдяки якій ресурс може подаватись як по старому маршруту, так і по новій трасі довжиною близько 8,5 км, що пройшла західніше повз містечко Manosque, де розмістили ГЕС потужністю 49 МВт. Після станцій Le largue та Manosque обидва канали зливаються та тягнуться ще близько 7,5 км, перш ніж досягають району станції Сент-Тюль. На останній в 1969 році спорудили другий машинний зал (Сент-Тюль II), обладнаний однією турбіною типу Каплан потужністю 51 МВт.
До появи станцій Manosque та Сент-Тюль II гідрокомплекс Brillanne-Le largue-Сент-Тюль виробляв близько 500 млн кВт·год електроенергії на рік. Після 1969 року в основному працює новий напрямок Manosque-Сент-Тюль II, де за рік виробляється 471 млн кВт·год. При цьому три більш ранні станції видають 188 млн кВт·год електроенергії.
Відпрацьована на Сент-Тюль вода подається далі по дериваційному каналу, на якому через 7 км знаходиться ГЕС Beaumont.
Зі станції Сент-Тюль здійснюється управління всім каскадом на Дюранс та її притоці Verdon.